# 投资银行
投资银行，簡稱，是以经营证券业务为主的金融机构。现代意义的投资银行基本不属于银行的范畴，而是专业证券机构。在不同的国家或不同的年代，“投资银行”的具体内涵也有所不同。通常，完整的投资银行开展重组、并购、企业融资、证券发行、承销、研究、證券服務、投资咨询、资产管理、财富管理等一系列业务，而也有投行专精于某几个方面的业务。在中文语境中，较狭义的投资银行是仅开展证券承销、併購业务的金融机构。提供投资银行業務的著名金融機構包括美國摩根大通、英國汇丰集团。

## 定义
一般意义上的银行（商业银行）是经营间接融资业务的，通过存款戶存款与企业贷款之间的利息差距赚取利润。而投资银行却是经营直接融资业务的，一般来说，它既不接受存款也不发放贷款，而是为企业发行股票或债券，提供重组、清算服务，从中抽取佣金。此外，投资银行还向投资者提供证券经纪服务和资产管理服务，在资本市场上进行投资或投机交易。
在美国，经营以上业务的金融机构一般称为投资银行；在中国、台灣、日本等亚洲国家称为证券公司；在欧洲则称为商人银行。由于欧洲金融业在历史上多采取混合业务经营，事实上独立的“商人银行”数量不多，大部分都是综合性银行或“全能银行”，即同时兼备商业银行和投资银行的角色。
無論是投資銀行或證券公司，相關的職位經常都佔據金融業中薪資較高的排行榜上。

## 業務

### 投資銀行前台
以下為投資銀行前台 (Front Office) 的主要部門:
| 分類                                               | 部門                           | 簡稱      | 主要職能 |
| -------------------------------------------------- | ------------------------------ | --------- | --- |
| 環球銀行 (Global Banking)                          | 投资銀行 (Investment Banking)  | IBD       | 為企業客戶提供及處理股票上市、併購及債券發行等服務                                                                 |
| 環球銀行 (Global Banking)                          | 企業銀行 (Corporate Banking)   | Corp Bank | 向大型及國際企業客戶銷售各種的銀行服務，包括交易銀行、金融市場及證券服務等                                         |
| 環球銀行 (Global Banking)                          | 交易銀行 (Transaction Banking) | TB        | 為企業客戶日常生產經營過程中發生的採購、銷售等交易行為提供支付結算、現金管理、流動性管理、貿易金融等服務           |
| 金融市場及證券服務 (Markets & Securities Services) | 銷售及交易 (Sales & Trading)   | S&T       | 為金融機構、企業客戶及高淨值個人客戶提供各種複雜的金融產品，例如交換交易及大宗交易，同時為金融市場提供流動性       |
| 金融市場及證券服務 (Markets & Securities Services) | 證券服務 (Securities Services) | SS        | 為金融機構客戶提供證券相關的服務和產品，例如證券託管、清算、證券借貸及基金服務等                                   |
| 金融市場及證券服務 (Markets & Securities Services) | 投資研究 (Investment Research) | Research  | 進行不同組別的研究：股票研究、信貸研究和總體經濟研究等。投資報告會供給內部及機構客戶使用，提供專業的投資看法及建議 |
| 投资管理 (Investment Management)                   | 資產管理 (Asset Management)    | AM        | 集中企業及個人投資者的資金，發行及管理不同資產類別組成的基金：股票、企業及政府債券，或多元資產                     |
| 投资管理 (Investment Management)                   | 私人銀行 (Private Banking)     | PB        | 專門面向高淨值個人客戶，提供度身訂造的個人財產投資與財富管理服務                                                   |

### 投資銀行中後台
除了為投資銀行生產收入的前台部門外，銀行亦會有中及後台部門 (Middle & Back Office) 去支持前台部門的運作。中後台的主要部門包括: 
- 風險管理 (Risk Management)
- 金融控制 (Financial Control)
- 內部稽核 (Internal Audit)
- 合規監控 (Compliance)
- 技術 (Technology)
- 營運 (Operations)
- 企業財政 (Finance & Treasury)
- 人力資源 (Human Resources)

## 起源和发展
在美国，投资银行往往有两个来源：一是由商业银行分离而来，典型的例子如摩根士丹利；二是由证券经纪人发展而来，典型的例子如美林证券。美国投资银行与商业银行的分离发生在1929年的大股灾之后，当时联邦政府认为投资银行业务有较高的风险，格拉斯-斯蒂格爾法案禁止商业银行利用储户的资金参加投行业务，结果一大批综合性银行被迫分割为商业银行和投资银行，其中最典型的例子就是摩根银行分割为从事投资银行业务的摩根士丹利以及从事商业银行业务的摩根大通。但在欧洲，各国政府一直没有颁布这样的限制，投资银行业务一般都是由商业银行来完成的，所以形成了许多所谓的「全能银行」（Universal Bank）或商人银行（Merchant Bank），如英国的巴克莱集团和滙豐控股、瑞士的瑞银集团、德国的德意志银行、法国的法国巴黎银行和法国兴业银行等等。
投资银行业务的利润率一般是很高的。以最常见的股票发行业务为例，投资银行一般要抽取2-5%的佣金，也就是说，如果客户发行价值100亿美元的股票，投资银行就要抽取2-5亿美元的佣金。债券发行业务的利润相对较少，但风险也较小。除此之外，并购与清算是投资银行近年来的主要利润增长点，近年来欧美發生的大型兼并案，背后往往都有投资银行的推波助澜。
20世紀90年代以后，世界投资银行的格局逐渐发生变化。一方面，併購风潮席卷美国金融界，出现花旗集团、摩根大通（即JP摩根）、美国银行等大型金融集团，它们都希望进入相对利润丰厚的投资银行领域；另一方面，华尔街的投资银行与证券分析业务离得太近，许多投资者和媒体认为，投资银行雇用的分析师难以保证独立性，从而对投资银行的商业道德产生了怀疑。但是，如果投资银行和证券分析业务真的完全分离，投资银行业务将成为无源之水，证券分析业务则将丧失丰厚的利润提成，两者都难以生存。相比之下，商业银行经营投资银行业务有先天优势，它可以利用与各大企业的存款、贷款关系网争取到许多客户，不用像传统的投资银行那样依靠证券分析和咨询吸引客户。商业银行拥有更充足的资金和更良好的信誉，它们主要缺乏的是投资银行领域的业务经验。
经历了2008年的次貸危機，美国的独立投资银行或被收购（雷曼兄弟、美林证券、贝尔斯登），或转型成为金融控股公司可以兼营商业银行业务以吸收存款并受美联储监管（高盛、摩根士丹利）。美国传统五大投资银行(高盛、摩根士丹利、美林证券、雷曼兄弟、贝尔斯登)已全部转型或被收购。

## 等级与分类
美国金融业一般把投资银行按照规模分为三类，即大型（Bulge Bracket），中型（Middle Market）和小型（Boutique）。按照分支机构和业务范围，也可以分为全国性和地区性两类。
Bulge Bracket有“大量”“批量”的意思，据说是因为大型投资银行在美国国债和机构债券的拍卖中，总是能买下较大的份额。Middle Market一般是指规模在5千万到10亿美元之间的投资银行业务，或者股权价值在5亿美元到50亿美元之间的客户，中型投资银行主要为这些客户服务。Boutique直译为精品店、专卖店，一般只经营某一特定业务，或为某一特定行业提供投资银行服务。其實也有將Boutique視為利基型市場的說法。
投资银行的规模不一定与其声望及盈利能力成正比。小型投资银行由于专注于某一领域，往往能做出很大成就，例如在并购领域名列前茅的 Lazard，Greenhill & Co.以及Evercore Partners等。中型投资银行也有不少名气比较大的上市公司，如Jefferies & Co、Raymond James、KBW Inc、Piper Jaffray、Thomas Weisel、Cowen等；未上市的较知名的中型投资银行则有Robert W. Baird、William Blair等。
自从2008年金融危机以来，大型投资银行或被收购、或直接破产、或变成商业银行控股公司，因此华尔街上已经不存在严格意义上的独立大型投资银行。

## 全球知名投行
市場通常稱以下為八大投行 (Bulge Bracket):
| 總部所在地 | 名稱                         |
| ---------- | ---------------------------- |
| 英國       | 巴克萊銀行 Barclays          |
| 美國       | 美銀證券集團 BofA Securities |
| 美國       | 花旗集團 Citigroup           |
| 德國       | 德意志銀行 Deutsche Bank     |
| 美國       | 高盛 Goldman Sachs           |
| 美國       | 摩根大通 J.P. Morgan         |
| 美國       | 摩根士丹利 Morgan Stanley    |
| 瑞士       | 瑞銀集團 UBS                 |

另外，除以上八大投行外，還有在亞太及大中華地區知名的滙豐集團 (HSBC)，日本地區知名的野村證券，澳洲地區知名的麥格理銀行，歐洲地區知名的法國巴黎銀行和法國興業銀行，北美地區知名的富國銀行和加拿大皇家銀行等較大型金融機構。

### 引用
1. ↑  小金斧. . 小金斧.   [2021-12-31]. （原始内容存档于2022-04-05）.
2. ↑  小金斧. . 小金斧.   [2022-01-02]. （原始内容存档于2022-03-31）.